# Kvarnsjön (Floda socken, Dalarna, 670770-143612)
Kvarnsjön är en sjö i Gagnefs kommun i Dalarna och ingår i Dalälvens huvudavrinningsområde. Sjön har en area på 0,433 kvadratkilometer och ligger 211,6 meter över havet. Sjön avvattnas av vattendraget Fänan.

## Delavrinningsområde
Kvarnsjön ingår i det delavrinningsområde (670782-143510) som SMHI kallar för Mynnar i Västerdalälvens vattendragsyta. Medelhöjden är 229 meter över havet och ytan är 11,08 kvadratkilometer. Räknas de 5 avrinningsområdena uppströms in blir den ackumulerade arean 69,93 kvadratkilometer. Fänan som avvattnar avrinningsområdet har biflödesordning 3, vilket innebär att vattnet flödar genom totalt 3 vattendrag innan det når havet efter 275 kilometer. Avrinningsområdet består mestadels av skog (39 procent) och sankmarker (45 procent). Avrinningsområdet har 0,67 kvadratkilometer vattenytor vilket ger det en sjöprocent på 6 procent.